# Cornant
 Cornant  es una comuna y población de Francia, en la región de Borgoña, departamento de Yonne, en el distrito de Sens y cantón de Sens Oeste.
Su población en el censo de 1999 era de 327 habitantes.
Está integrada en la Communauté de communes Gâtinais Bourgogne .

## Demografía
| 146 | 147 | 153 | 193 | 273 | 327 |
| Para los censos de 1962 a 1999 la población legal corresponde a la población sin duplicidades (Fuente: INSEE [Consultar]) |     |     |     |     |     |